# Barbu de Thuringe
Pour les articles homonymes, voir Thuringe (homonymie).
Le barbu de Thuringe ou la barbue de Thuringe est une race de poule domestique originaire d'Allemagne en Thuringe.

## Description
grande race
C'est une volaille de taille juste moyenne, au corps compact, en forme de cylindre, à la barbe très pleine, allongée et arrondie, non partagée et au camail richement emplumé, particulièrement sur la nuque ; elle est active et un peu effrontée.
Elle pond ~160 œufs par an.
naine
La volaille naine est de taille moyenne, vigoureuse, effrontée, au corps compact, en forme de cylindre, avec une barbe très pleine, allongée et arrondie, non partagée et un camail richement emplumé, particulièrement sur la nuque.
Elle pond ~120 par an.

### Origine
Cette race a été sélectionnée à partir de poules de la région de  Thuringe où elle était déjà connue en 1793. Le barbu de Thuringe arrive seulement dans les années 2000 en Angleterre..

### Standard
- Crête : simple, de grandeur à peine moyenne.
- Oreillons : sans importance, cachés par la barbe.
- Couleur des yeux : selon la variété.
- Couleur de la peau : blanche.
- Couleur des tarses : couleur selon la variété.
- Variétés de plumage pour la grande race : Blanc, bleu liseré, fauve, noir, coucou, saumon doré foncé, argenté pointé noir, doré pointé noir, chamois pointé blanc.

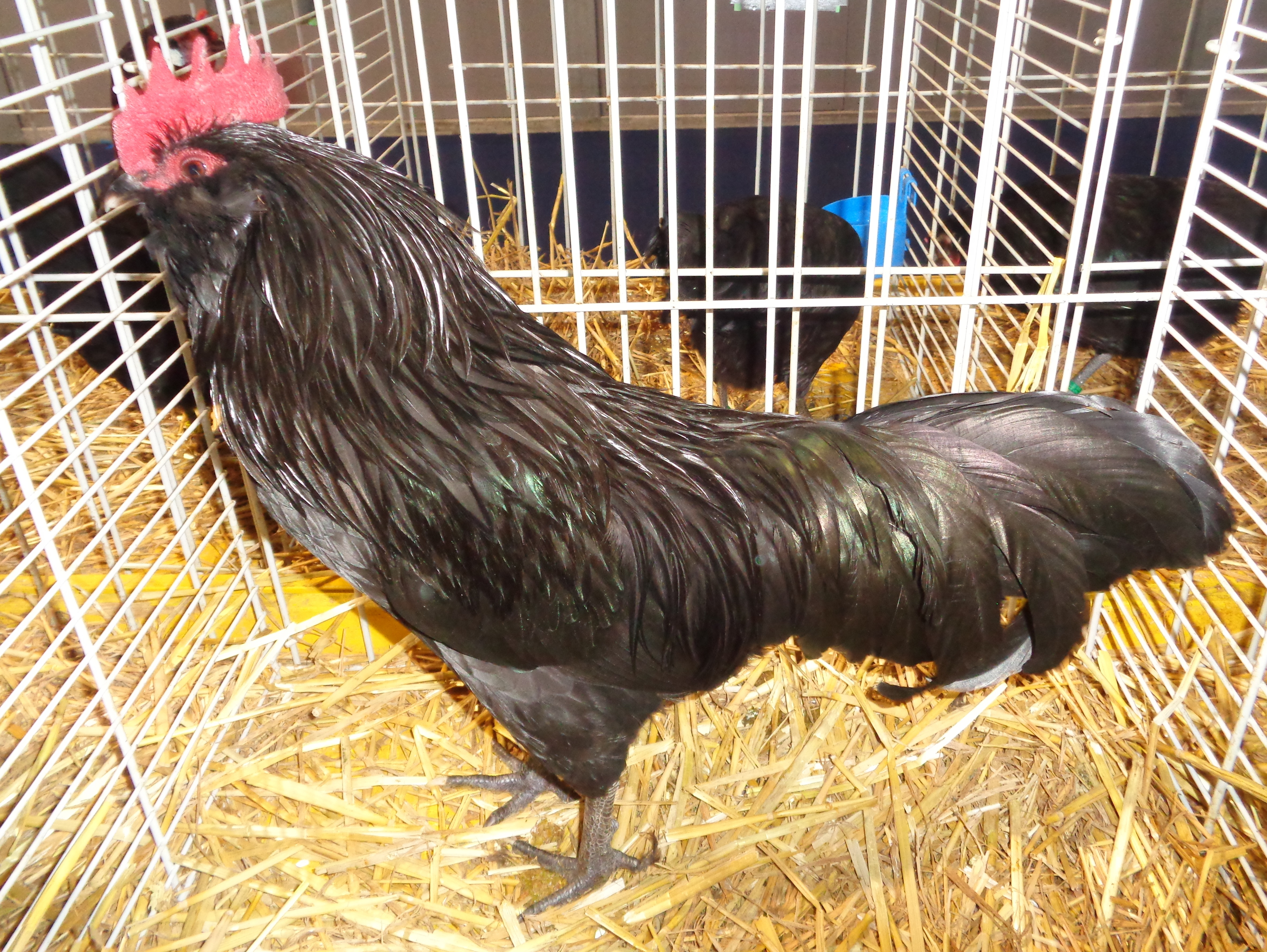
Coq Barbu de Thuringe nain noir

- Coq Barbu de Thuringe nain noir Variété de plumage pour la naine : Blanc, bleu liseré, fauve, noir, rouge, coucou, saumon doré foncé, argenté pointé noir, doré pointé noir, fauve pointé blanc.

Grande race :
- Masse idéale : Coq : 2 à 2.5 ; Poule : 1,5 à 2.
- Œufs à couver : min. 53 g, coquille blanche.
- Diamètre des bagues : coq : 18 mm ; poule :16 mm.

Naine :

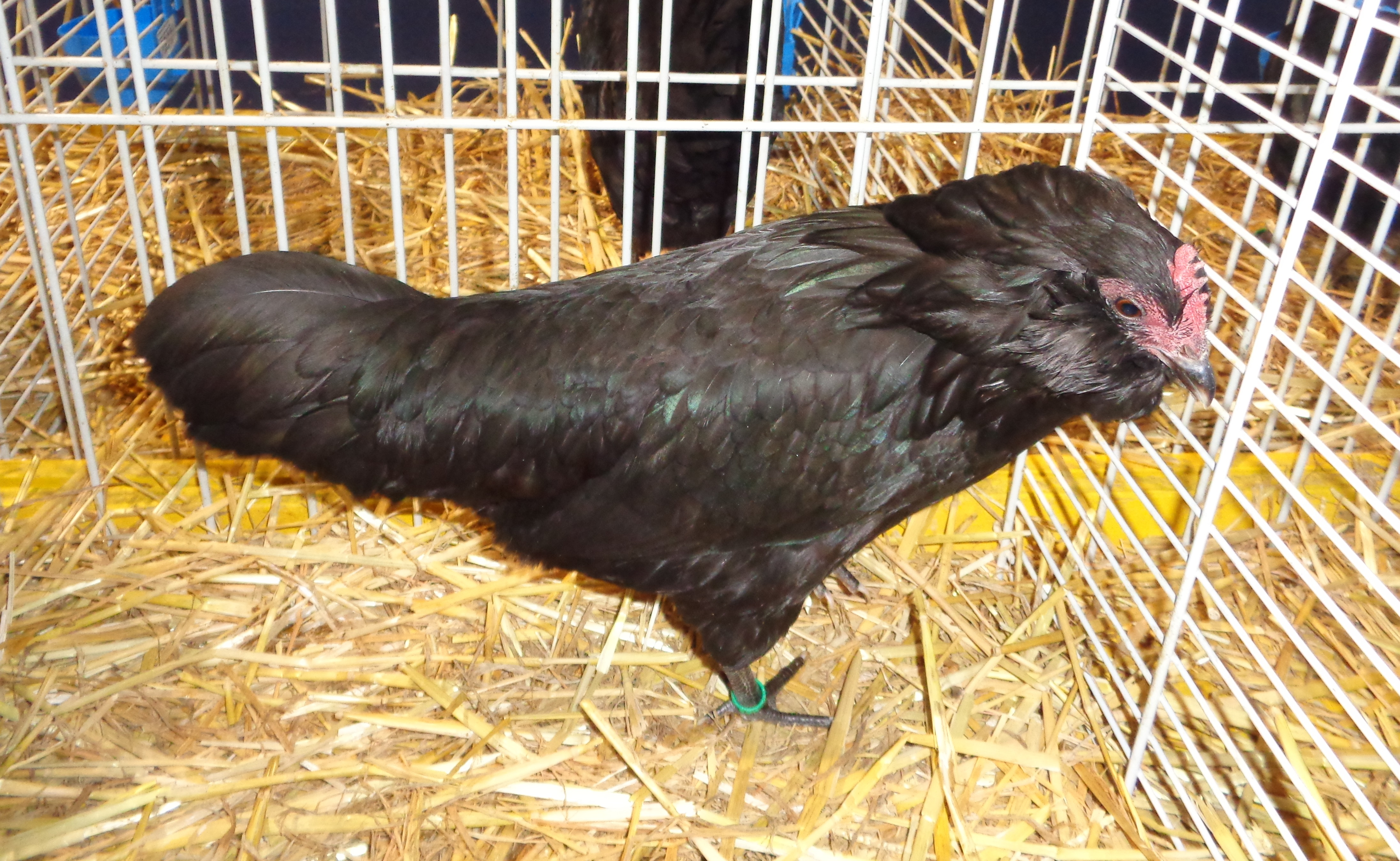
Poule Barbue de Thuringe naine noir

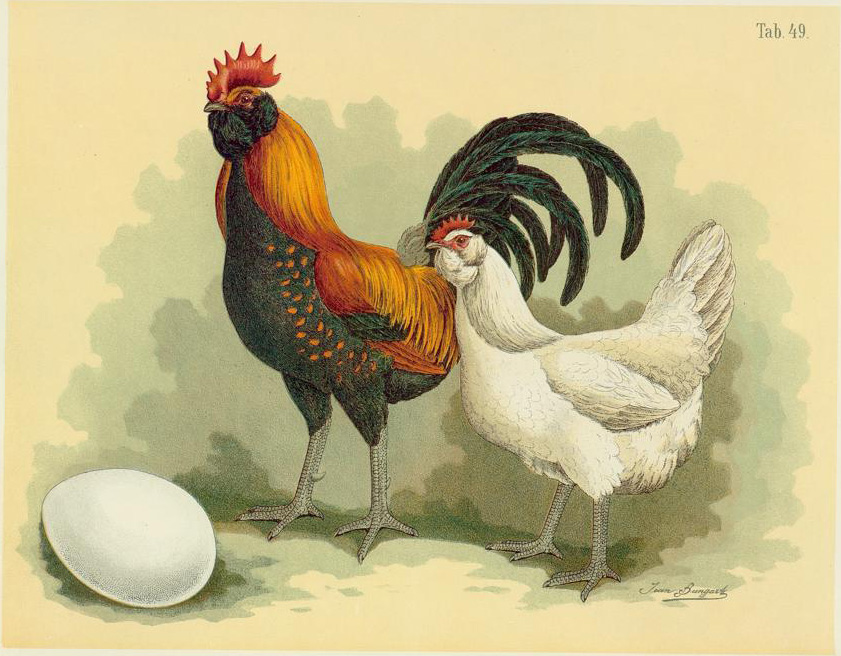
Coq et poule de la race barbue de Thuringe, Album de Jean Bungartz, 1885.

- Masse idéale : coq : 1000 g ; poule : 800 g.
- Œufs à couver : min. 37 g, coquille blanche.
- Diamètre des bagues : coq : 13 mm ; poule : 11 mm.

## Sources
- Le Standard officiel des volailles (Poules, oies, dindons, canards et pintades), édité par la SCAF.